# Romance policial
Romance policial é um gênero literário que se caracteriza, em termos de sua estrutura narrativa, pela presença do crime, da investigação e da revelação do malfeitor. Neste tipo do gênero literário, o foco remete para o processo de elucidação do mistério, empreitada geralmente a cargo de um detetive, seja ele profissional ou amador. A essência da narrativa policial é a busca pela identidade desconhecida, pela totalidade dos índices.
O romance policial também demonstra que não pode haver crime perfeito, logo, não há lugar para a impunidade, para o crime sem punição. A principal função ideológica na literatura policial é a demonstração da estranheza do crime, já que o criminoso é apresentado como um ser estranho à razão natural da ordem social.

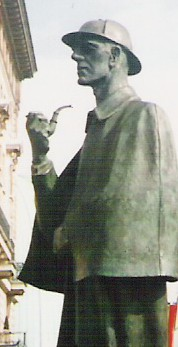
Estátua de Sherlock Holmes em Londres

O universo do romance policial é caracterizado por vários elementos, como medo, mistério, investigação, curiosidade, espanto e inquietação, que são dosados de acordo com os autores e as épocas.
O romance policial clássico busca a mais completa verossimilhança. Muitos detetives, como por exemplo, Sherlock Holmes, adotam métodos científicos em busca da verdade.

## Origem
Acredita-se que o gênero literário conhecido como romance policial começou em abril de 1841, nas colunas de um periódico da Filadélfia, o Graham's Magazine, com a publicação de The Murders in the Rue Morgue (Assassinatos na Rua Morgue), de Edgar Allan Poe. Nos anos seguintes, mais duas histórias policiais do mesmo autor foram publicadas, The Mystery of Marie Rogêt (O Mistério de Mary Roget) (1842-1843) e The Purloined Letter (A Carta Roubada) (1845).
Esse processo continuou até o século XIX, quando os romances policiais eram publicados em jornais e revistas semanais como folhetins e pulps, posteriormente eram editados em livros populares, como os de bolso. Um dos fatores que propiciaram o início dos romances policiais nos jornais foi a temática próxima aos Faits divers e à cobertura policial.

### Aspetos folhetinescos
O romance policial apresenta alguns aspectos da estrutura folhetinesca típica de sua origem:
- O herói, típico Romantismo, com certo espírito aventureiro e avesso às regras sociais
- Oposições míticas entre o bem e o mal, como o detetive e o criminoso
- Preservação da retórica consagrada: realismo que pretende apenas ter “efeitos de real”, sem se preocupar com críticas sociais
- Atualidade informativo-jornalística: dados – um laudo de perícia, uma decisão judicial, avanços científicos – que são divulgados pela mídia, ou pelo menos expostos em textos de teor jornalístico.

## Características do romance policial
- A solução do mistério deve estar evidente desde o início, para que uma releitura da obra possa mostrar ao leitor o quanto ele foi desatento.
- As pistas devem estar todas presentes no livro, de forma a surpreender o leitor no momento da revelação da identidade secreta do assassino.

## Os estilos de romances policiais

### Whodunnit
Whodunnit? abreviação de Who Done It?, Quem Fez Isso? em inglês, é o tipo de romance policial em que há vários suspeitos para um crime, seja ele roubo, assassinato, sequestro, e a identidade do culpado só é revelada nas últimas páginas do livro.
Neste gênero destacam-se Agatha Christie, Arthur Conan Doyle e Edgar Allan Poe

### Noir
Os romances Noir, Preto em francês é o tipo de romance policial onde os personagens são mais humanizados, os detetives nesse tipo de história, costumam beber, brigar, se envolver em romances e sexo. Também existem outras tramas paralelas, a história portanto não gira em torno de apenas um fato, mas vários.
Um dos mais conhecidos autores deste tipo de romance policial é Raymond Chandler, além também de A.A. Fair com o detetive Donald Lam

### Thriller Jurídico
Thrillers Jurídicos são romances policiais protagonizados por advogados, promotores, policiais entre outros envolvidos não só em investigar, como também em provar a inocência ou a culpa de algum personagem que contrata seus serviços, esses livros também mantém mistério em todo o seu enredo e a solução do mistério só é revelada perante o juiz.
Erle Stanley Gardner criador do advogado Perry Mason e do delegado Doug Selby é um dos mais conhecidos autores da categoria, também tendo grande influência o autor John Grisham.

### Thriller Médico
Thrillers Médicos são romances policiais protagonizados por médicos, que usam seus conhecimentos para combater doenças e epidemias, erros médicos, etc. além de descobrirem circunstâncias e causas de morte através de análises médicas.
Patricia Cornwell criadora da médica-legista Kay Scarpetta é uma das mais conhecidas autoras dessa categoria.

## Principais autores e seus personagens
- Agatha Christie – detetives Hercule Poirot, Miss Marple, Tommy e Tuppence Beresford e Mr. Quin.
- Arthur Conan Doyle – detetive Sherlock Holmes
- Dashiell Hammett – detetive Sam Spade
- E. W. Hornung – detetive Arthur J. Raffles, o ladrão cavalheiro
- Edgar Allan Poe – detetive C. Auguste Dupin
- Erle Stanley Gardner - detetive Donald Lam e advogado Perry Mason
- Fernando Pessoa - detetive Abílio Quaresma
- Gaston Leroux – Joseph Rouletabille
- G. K. Chesterton - padre Brown
- Georges Simenon – detetive comissário Jules Maigret
- Jeffery Deaver- detetive Lincoln Rhyme
- Maurice Leblanc – detetive Arsène Lupin, ladrão-cavalheiro
- Patricia Cornwell - médica-legista Kay Scarpetta
- Raymond Chandler – detetive Philip Marlowe
- Rex Stout – detetive Nero Wolfe
- Tess Gerritsen - detetive Jane Rizzoli e Médica-Legista Maura Isles

### Autores brasileiros e personagens
- Álvaro Cardoso Gomes – investigador Medeios
- Jô Soares – delegado Mello Pimenta e detetive Machado
- Joaquim Nogueira – investigador Venício
- Luís Fernando Verissimo – detetive particular Ed Mort
- Luiz Alfredo Garcia-Roza – delegado Espinosa
- Luiz Lopes Coelho - Dr. Leite
- Mário Prata - agentes federais Ugo Fioravanti Neto e Darwin Matarazzo
- Pedro Bandeira - Os Karas
- Rubem Fonseca – advogado Mandrake
- Tony Bellotto – investigador Bellini